# 仙台市立根白石小学校
仙台市立根白石小学校（せんだいしりつ ねのしろいししょうがっこう）は、宮城県仙台市泉区根白石字杉下前にある公立小学校である。

## 概要
仙台市の北西部の田園地帯に位置している。北には泉ヶ岳がそびえる。本校は仙台市で唯一の木造校舎である。

## 所在地
- 仙台市泉区根白石字杉下前15

## 沿革
（沿革節の主要な出典は公式サイト）
- 1873年（明治6年）7月1日- 根白石17番小学校として開校
- 1886年（明治19年） - 根白石尋常小学校と改称
- 1941年（昭和16年）4月 - 根白石国民学校に校名変更
- 1947年（昭和22年）4月 - 根白石村立根白石小学校に校名変更
- 1955年（昭和30年）4月1日 - 泉村立根白石小学校に改称
- 1957年（昭和32年）8月1日 - 泉町立根白石小学校に改称
- 1971年（昭和46年）11月1日 - 泉市立根白石小学校に改称
- 1988年（昭和63年）
  - 3月 - 仙台市立根白石小学校に校名変更
  - 4月 - 仙台市立住吉台小学校が分離開校

## 学区
- 泉区小角の一部、西田中の一部、根白石の大部分、朴沢の一部[2]

また、実沢小学校は学区外であるが、児童数の減少に伴い本校に通学している。

## 卒業後
- 児童のほとんどが根白石中学校へ進学する。